# Шихи, Адиль
А́диль Ши́хи (араб. عادل شيحي‎; родился 21 февраля 1988, Дюссельдорф, ФРГ) — марокканский футболист, полузащитник. Выступал в сборной Марокко.

## Карьера

### Клубная
Адиль начал свою карьеру в 2000 году, когда пришёл на просмотр в школу дюссельдорфской «Фортуны». Там он находился 4 года, пока не вынужден был переехать в Кёльн из-за закрытия школы по причине финансовых проблем. В 2005 шестнадцатилетний марокканский талант подписал свой первый профессиональный контракт с «козлами», в стане которых он играет и по сей день. В 2014 году перешёл в лондонский «Фулхэм».

### В сборной
За сборную Шихи сыграл 2 матча, ни разу не отличившись. Дебютировал он за национальную команду в товарищеском матче против сборной Бенина. Это случилось 20 августа 2008 года.